# Яцюк Олександр Савич
Я́цюк Олександр Савич (1920–1986) — український художник.

## Біографія
Олександр Савич Яцюк народився 22 лютого 1920 року в селі Демчин Бердичівського району в сім'ї залізничника. Дитинство його пройшло серед живописної природи, що й стало темою перших малюнків.
Першим вчителем і наставником Олександра Яцюка став Петро Омелянович Дяк – вчитель малювання в школі і в студії Палацу піонерів міста Бердичева. Його чудові уроки малювання мали великий вплив на подальшу долю художника.
У 1938 році Олександр закінчує Чуднівську середню школу та влаштовується працювати вчителем малювання і креслення в селі Вільшанка Чуднівського району.
У травні 1941 року Олександра Яцюка було призвано на дійсну військову службу, яку він проходить на Кавказі, і демобілізувався лише після закінчення німецько-радянської війни.
1946 року Олександр Савич повертається у Вільшанку, де працює у місцевому клубі художником. Одружується, у 1948 році в родині з'являється дочка Ольга.
У 1958-1980 роках Олександр Савич працює в Житомирі у Художньому фонді України, де йому випала нагода творити пліч-о-пліч з відомими майстрами пензля. Особливий вплив на його творчість надало спілкування і дружба із заслуженим художником України (тепер народний художник України) Миколою Антоновичем Максименком. Його захоплює тематика німецько-радянської війни, якій він присвячує цикл своїх полотен.
Олександр Яцюк є учасником багатьох обласних, республіканських виставок. Він затвердив себе, як художник самобутнього творчого почерку. Діапазон його у творчості широкий та багатогранний: він працює в історичному, портретному, пейзажному жанрі і натюрморті. Творчість художника-фронтовика пов'язана з рідною Житомирщиною, оспівуванню рідного краю він віддає весь свій талант і всі свої сили.
Після виходу у 1980 році на пенсію, Олександр Савич мешкає у Бердичеві, де активно займається улюбленою справою, співпрацює з місцевими художниками, допомагає консультаціями і порадами молодій зміні. Олександр Яцюк напрочуд працездатний. Велика спадщина робіт розійшлась по світу в приватні колекції та музеї США, Швеції, Данії, Швейцарії, Німеччині, України, Росії.
Помер Олександр Яцюк 8 жовтня 1986 року в Бердичеві. Похований на міському кладовищі.
Дочка Олександра Савича Яцюка Ольга Дзюрбей також пішла по стопам батька. У 2007 році їй присвоєно звання "Майстер народної творчості", у творчості вона сповідує художній напрям – авангардизм.
Постійна експозиція робіт Олександра Савича Яцюка знаходиться в музеї історії міста Бердичева.
Його роботами є:«Завод ім.Ілліча», «Панорама» 1985р., «Портрет старого» 1970р., «Квіти» 1965р., «Залізнична»